# 江應科
江應科（？—？），字祿蘿，湖廣桃源人，明朝政治人物。

## 生平
湖廣乙酉科鄉試舉人。萬曆二十年（1592年），登壬辰科第三甲第六十四名進士，仕至四川提學僉事。

## 家族
曾祖江環；祖父江百玉；父江鳳傑。